# Audiograbber
Audiograbber — програма, призначена для копіювання аудіотреків у цифровий формат для платформи Microsoft Windows. Це була одна з перших програм для копіювання дисків, що зумовило її популярність на поширеність. Алгоритм копіювання був розроблений Джекі Франком та був доданий до пакету Xing Audio Catalyst компанії Xing Technology у середині дев’яностих. 
Програма використовує наступні пакети кодеків: LAME, Ogg Vorbis та WMA. Копіювання аудіоданих відбувається в цифровому вигляді, тобто без участі звукової карти. Audiograbber може автоматично прибирати паузи на початку та у кінці трека, а також стискувати файли у формат MP3 за допомогою зовнішніх або внутрішніх кодерів MP3/WMA. Підтримується можливість запису музики з лінійного входу звукової карти. Є підтримка ID3v2. 
До версії 1.83 від лютого 2004 року програма розповсюджувалась під ліцензією shareware. Незареєстрована версія програми вибирала випадковим чином половину треків з диску для копіювання при кожному запуску. Така особливість була пов’язана з домовленістю автора програми та компанії Xing Technology, яка якраз закінчилась у лютому 2004 року. Після цього програма стала вільною до використання без жодних винятків. Станом на 2011 автор припинив підтримувати проект. 
Програма має багатомовний інтерфейс (англійську, китайську (спрощений і традиційний) німецьку, французьку, іспанську, італійська, португальську та японську мови).